# 堀江興
堀江 興（ほりえ こう）新潟工科大学名誉教授。工学博士（東京工業大学）。1992年に日本都市計画学会の、1995年に土木学会論文賞受賞。日本の都市プランナーで都市計画協会マスター都市プランナー。道路技術者。交通工学者。

## 主な経歴
1959年 早稲田大学理工学部土木工学科卒業。1959年-1992年 東京都建設局・首都圏整備局・首都高速道路公団勤務。1991年-2007年 放送大学都市計画学等非常勤講師。1992年-1994年 東京都都市計画局参事。1994～2005年 新潟工科大学工学部・同大学院教授。
著書に都市計画の基礎 (共著、日本放送出版協会 1992年）アメニティを考える (共著、未来社 1989年）

## 代表的な業績
- 東京外郭環状道路練馬区部分事業化[2]
- 首都高速道路王子線事業化・中央環状線（環状6号部分）地下化関係機関調整・購読11号台場線（レインボーブリッジ）事業化[3]
- 首都圏中央連絡道路東京都部分計画化・事業化[4]
- 東京都市計画道路環状2号線（虎ノ門箇所）官民立体共同化計画[5]
- 堀江興「東京都幹線道路放射36号線に関わる行政と住民との対話による整備の研究」『新潟工科大学研究紀要』第8号、新潟工科大学、2003年12月、41-48頁、ISSN 1342-792X、NAID 110001188605。
- 地下鉄6号線都営三田線都市計画決定
- 地下鉄12号線都営大江戸線全区間都市計画決定
- 流通業務団地北部および東部計画決定[6]
- 東京臨海新交通臨海線ゆりかもめ構想計画策定